# روجر ارين
روجر ارين هو عامل مناجم كندي، ولد في 17 ديسمبر 1943.